# Пантајска побуна
Пантајска побуна (1856-1873), у Кини позната као Ду Венсју побуна, била је побуна муслиманског Хуи народа (кин: 汉语) и других муслиманских етничких мањина против Манџу царева династије Ћинг у југозападној провинцији Јунан, као део таласа Хуи мултиетничких немира.
Назив "пантај" (кин: 潘泰; енгл. Panthay) је бурманска реч, за коју се каже да је идентична са шанском речју Pang hse. То је име које су Бурмани користили да назову кинеске муслимане који су са камп приколицама дошли у Бурму из кинеске провинције Јунан. У Јунану, име није коришћено или познато.

## Узрок/повод
Један од узрока побуне била је дискриминација од стране кинеске империјалне администрације против муслиманског Хуи муслиманског народа. Иако неки извори сугеришу да је ова побуна настала искључиво као сукоб између рудара Хана и народа Хуи 1853. године, тензије између њих постоје деценијама пре овог догађаја, укључујући и тродневни масакр Хуи од стране Хан народа и Ћинг званичника 1845. године. Династија Ћинг је сматрала и класификовала Хуи и Хан кинезе као две различите етничке групе, без обзира што се Хуи не сматра као искључиво религиозан народ.
Поглавље 8 Енциклопедије религије и етике наводи да је Пантајска побуна, од стране муслимана, покренута не погрешном претпоставком да је све то због ислама и религије, већ расним антагонизмом и класним ратом.
Године 1856, муслимански масакр који је спроведен од стране званичника Манџу династије Ћинг, покренуо је мултиетничку инспиративност у провинцији, али је одговоран и за сузбијање побуне у главном граду покрајине Куенминг. У граду Дали у западном Јунану, Ду Венсју (1823-1872), рођен у Јонгчангу, основао је независно краљевство у кинеским Хан породицама, које су преображене у Ислам.

## Идеологија
С обзиром да су се у побуни придружила Шан, Кајен и друга племена који нису муслимани, за побуну не можемо да кажемо да је била религијског порекла. Један британски официр је изјавио да се муслимани нису побунили из верских разлога, као и да су кинези били толерантни према различитим религијама, што значи да религија није могла бити повод за побуну. Поред тога, лојалне муслиманске снаге помогле су Ћингу да сломи муслиманске побуњенике.
Ду Венсју је био противник династије Ћинг и желео је да уништи владу Манџура. Током побуне, Хуи муслимани из покрајина који нису били у побуни, као што су Сицуан и Зејанг, служили су као преговарачи између побуњеника Хуи и владе Ћинг. На једном од транспарената Ду Венсју-а је писало: "Одузмите Манџурцима мандат и руководство" и позван је Хан да помогне Хуи кинезима да сруши режим Манџура и протера их из Кине. Ду-ове одреде су водили више немуслиманских снага, укључујући Хан кинезе, Ли, Баи и Хани. Ду Венсју је такође позвао да се уједине муслимански Хуи и Хан народи. Био је цитиран: "Наша војска има три задатка: протерати Манџусе, ујединити се са Кинезима и избацити издајнике".
Тотални рат је вођен против Манџурске владавине. Ду Венсју је одбио да се преда, за разлику од другог команданта, побуњеника муслимана, Ма Жулунга.
У Куенмингу је, на поклон судског повереника, који је био Манџу, погинуло 3.000 муслимана 1856. године. Ду Венсју је био кинеског порекла упркос томе што је био муслиман, а водио је и Хуи и Хан кинезе у својој цивилној и војној бирократији. Ду Венсју се борио против једног другог муслиманског вође, дефектора Ћинга, Ма Жулунг-а. Муслимански научник Ма Декин, који је рекао да је нео-конфучијанизам помирљив са исламом, одобрио је да се Ма Рулонг пребаци у Ћинг и помагао је другим муслиманима у томе.
Племенски пагански анимизам, конфучијанизам и ислам су били легализовани и "почаствовани" са "бирократијом у кинеском стилу" у султанату Ду Венсју-а. Трећину војних положаја султаната чинили су Хан Кинези, који су такође чинили и већину у цивилним службама.

## Ток рата
Побуна је почела као распрострањени локални устанак у скоро сваком региону покрајине. У западном Јунану су били побуњеници, под вођством Ду Венсју-а, који су имали контролу над градом Дали од 1856. године до јесени 1872. године, који је постао главни војни и политички центар опозиције владе Ћинг.
Империјална влада била је хендикепирана мноштвом проблема у различитим деловима царства, а међу њима је био и Тајпиншки устанак. Било је то време када је Кина и даље патила од шокова изазваних првим низом неједнаких уговора, као што је Нанкингов уговор. Ове околности су повећале надмоћ муслимана у Јунану.

### Пацифичко Јужно краљевство
Побуњеници су заузели град Дали, који је постао основа за њихово деловање, а они су се прогласили за посебан политички ентитет Кине. Побуњеници су идентификовали своју нацију као Пингнан Гуо, а Ду Венсју је прозван "Лидером заједнице муслимана" (у страним изворима је познат као Султан) и владао је од 1856. године до 26. децембра 1872. године.
Гувернерства султаната су створена у неколико важних градова, као што је Момеин (Тенгчонг), који нису били далеко од Бурманског граничног града Бсамо. Султанат је достигао највиши ткзв. водостај своје моћи и славе 1860. године.
Од 1860. године до 1868. године били су врхунци султаната. Јунански муслимански побуњеници су заузели и уништили 40 градова и 100 села.
Разне побуњеничке силе опколиле су град Куенминг у више наврата: 1857, 1861, 1863 и 1868. Ма Жулунг, лидер Хуи побуњеника из јужног Јунана, опколио је град 1862. године, али је прешао у снаге централне владе (Ћинг) након што му је понуђено место у војсци. Његову одлуку да напусти опсаду нису прихватили његови следбеници, који су искористили прилику да га наговоре да убије генералног гувернера и преузме контролу над градом од Ћинга 1863. године, са намером да преда град Ду Венсју-у. Међутим, пре него што су Ду-ове снаге стигле, Ма Жулунг, уз помоћ војног официра Ћинг-а, Цен Јујинг-а, вратио се назад у Куенминг и повратио контролу над главним градом провинције.

## Последице

### Злочини
Иако је у великој мери заборављена, крвава побуна проузроковала је смрт до милион људи у Јунану. Многи припадници муслиманског порекла, прогањани су од стране царских Манџура. Даље, следили су масакри великих јунашких муслимана. Многи су побегли са својим породицама преко бурманске границе и склонили се у државу Ва, где су око 1875. године поставили искључиво Хуи град Панглонг.
Панглонг, кинески муслимански град у британској Бурми, у потпуности је уништен од стране јапанских освајача у јапанској инвазији на Бурму. 
Хуи муслиман, Ма Гуанггуеј постао је лидер Хуи Панглонг страже за самоодбрану коју је направио Су, којег је влада Куоминтанга из Кине послала у борбу против јапанске инвазије на Панглонг 1942. године. Јапанци су уништили град Панглонг, запалили преко 200 Хуи домаћинстава. Провинције Јунан и Г’ганг (Коканг) су примале Хуи избеглице из Панглонга које су протеране од стране Јапанаца. Један од Ма Гуанггуеј-евих нећака, био је Ма Јеје (син Ма Гуангхуа), који је причао о историји Панглонга који укључује управо тај јапански напад. Јапански напад у Бурми је проузроковао то да породица Хуи Му затражи уточиште у Панглонг-у, све док нису поново избегли у Јунан, када су Јапанци напали Панглонг.

### Утицај на муслимане
Династија Ћинг није починила масакр над муслиманима који су се предали, заправо, муслимански генерал Ма Жулунг, који се предао и придружио кампањи Ћинга да сруши муслиманске побуњенике, био је унапређен и један међу најјачим јунанским војним официрима, који служе Ћингу.

### Утицај на Бурму
Побуна је имала веома негативан утицај на бурманску династију Конбаунг. Након што су Британци изгубили доњу Бурму, Бурма је изгубила приступ великим подручјима за узгој пиринча. Не желели да узнемирују Кину, бурманско краљевство се сложило да одбије да тргује са побуњеницима Пингнан Гуо у складу са захтевима Кине. Без могућности увоза пиринча из Кине, Бурма је била приморана да увози пиринач од Британаца. Поред тога, бурманска економија снажно се ослањала на извоз памука у Кину и изненада је изгубила приступ великом кинеском тржишту. Многе преживеле избеглице Хуи народа побегли су преко границе у суседне земље, као што је Бурма, Тајланд и Лаос, чинећи основу за мањинску кинеску Хуи популацију у тим народима.